# Liège-Bastogne-Liège 1977
La 63e édition de Liège-Bastogne-Liège a eu lieu le 24 avril 1977. Elle a été remportée par le Français Bernard Hinault qui devance au sprint le Belge André Dierickx.

## Présentation et favoris
Liège-Bastogne-Liège est la dernière des classiques du mois d'avril. Disputée sur 243,5 km, la course comporte l'ascension de 10 côtes.
Les principaux favoris sont les Belges Roger De Vlaeminck, vainqueur de la course en 1970 et lauréat du Tour des Flandres et de Paris-Roubaix plus tôt dans la saison, ainsi que Freddy Maertens, vainqueur de la Flèche wallonne. Eddy Merckx est également attendu, tout comme le Français Bernard Hinault, récent vainqueur de Gand-Wevelgem en l'absence des trois Belges.

## Déroulement de la course
Six coureurs se retrouvent en tête de la course dans les dix derniers kilomètres. Il s'agit des Belges Roger De Vlaeminck, Freddy Maertens, Eddy Merckx et André Dierickx, de l'Allemand Dietrich Thurau et du Français Bernard Hinault. À 8 kilomètres de l'arrivée, Dierickx lance une attaque à laquelle Hinault est le seul à répondre initialement. Les deux coureurs se disputent la victoire et Hinault s'impose.
Cette course se dispute dans des conditions climatiques défavorables aux coureurs avec du froid et de la pluie. Seuls 24 coureurs terminent la course.
La victoire d'Hinault est la première pour un Français sur cette épreuve depuis Jacques Anquetil en 1966.

## Classement
| #  | Coureur            | Équipe            |    | Temps           |
| -- | ------------------ | ----------------- | -- | --------------- |
| 1  | Bernard Hinault    | Gitane-Campagnolo | en | 6 h 28 min 00 s |
| 2  | André Dierickx     | Maes-Pils         | +  | 0 s             |
| 3  | Dietrich Thurau    | TI-Raleigh        |    | 10 s            |
| 4  | Roger De Vlaeminck | Brooklyn          |    | 10 s            |
| 5  | Freddy Maertens    | Flandria          |    | 10 s            |
| 6  | Eddy Merckx        | Fiat-France       |    | 10 s            |
| 7  | Frans Verbeeck     | Ijsboerke         |    | 6 min 39 s      |
| 8  | Michel Pollentier  | Flandria          |    | 6 min 39 s      |
| 9  | Ronald de Witte    | Brooklyn          |    | 6 min 39 s      |
| 10 | Joseph Bruyère     | Fiat-France       |    | 6 min 39 s      |